# Constitución del Reino de Burundi
La Constitución Definitiva del Reino de Burundi (en francés: Constitution Définitive du Royaume du Burundi; en kirundi: Ishimikiro ry'Ingoma y'i Burundi), a veces llamada «Constitución de la Independencia», fue la constitución del Reino de Burundi desde su promulgación en 1962 hasta su suspensión en 1966.

## Antecedentes
De 1919 a 1962, Burundi estuvo gobernado como mandato de la Sociedad de Naciones por Bélgica, como parte de Ruanda-Urundi. La administración colonial ejerció su autoridad sobre la base decretos, reglamentos y estatutos, pero nunca elaboró una constitución formal. En vísperas de la Independencia, en noviembre de 1961, se promulgó una constitución provisional, la cual fue derogada el 30 de junio de 1962, el día antes de la Independencia.
Tras su adopción por la Asamblea Nacional, la constitución fue promulgada el 16 de octubre de 1962, con aplicación retroactiva al 2 de julio del mismo año. La orden de promulgación fue firmada por el Rey (mwami) Mwambutsa IV, el primer ministro André Muhirwa y el ministro de Justicia Claver Nuwinkware.

## Marco y disposiciones

### Descripción general
La constitución se basó principalmente en los sistemas legales de Bélgica y Francia, ambos derivados del Código Napoleónico de 1804. De hecho, algunas disposiciones fueron tomadas literalmente de la Constitución de Bélgica de 1832. La Constitución se escribió en francés, con una traducción oficial ofrecida en kirundi, constando de 123 artículos.
Se estableció a Burundi como una monarquía constitucional con ocho provincias:Bubanza, Bukirasazi, Bururi, Guitega, Muramvya, Muyinga, Ngozi y Ruyigi; el artículo 114 designaba a Buyumbura como capital.El artículo 21 estableció al francés y al kirundi como idiomas oficiales del país.El artículo 23 declaraba que todo poder gubernamental derivaba de «la Nación», mientras el artículo 113 declaraba «Dios, Rey y Burundi» como lema nacional. El artículo 18 estipulaba que la constitución no podía suspenderse.

### Declaración de Derechos
Los artículos del 4 al 22 de la constitución sirvieron como una declaración de derechos, enumerando los derechos civiles, políticos y económicos básicos de los burundeses. El artículo 6 declaraba que el sistema legal no hacía distinciones raciales y otorgaba a los burundeses igualdad ante la ley.Algunos de los derechos que se garantizaron fueron la libertad de culto (Artículo 13), la libertad de prensa (Artículo 17), el derecho a presentar peticiones al gobierno (Artículo 19), el «secreto» de las cartas (Artículo 20)y las libertades de asociación y reunión.Las libertades de prensa, correspondencia secreta y asociación estaban sujetas a excepciones determinadas por la ley.

### Poder legislativo
Los artículos 23 a 50 de la constitución establecieron el poder legislativo del país, representado por el Parlamento de Burundi como un organismo bicameral con una Asamblea Nacional (Cámara Baja) y un Senado (Cámara Alta).Se estableció que la autoridad legislativa era compartida por el Rey y el Parlamento (Artículo 24), a la vez que asegura que «la interpretación autorizada de las leyes» recaía en ellos (Artículo 5).
Se estipuló que los miembros de la Asamblea Nacional serían elegidos por voto directo de los ciudadanos y ciudadanas (Artículo 44). El Artículo 50 preveía la creación del Senado, pero no exigía su existencia, y decía: «el Senado podrá crearse por iniciativa del poder legislativo [El Rey y la Asamblea Nacional]». Se le otorgó al Parlamento la responsabilidad de crear un presupuesto nacional y de nombrar a un Tribunal de Cuentas para supervisar los gastos nacionales (Artículo 105).
El Artículo 122 enumeró poderes parlamentarios adicionales y solicitaba que la legislatura creara regulaciones relativas a 11 temas específicos, incluyendo la prensa, las finanzas, la organización del poder judicial, la organización administrativa de las provincias y comunas, la organización de las fuerzas armadas y las responsabilidades de los ministros.
El Parlamento estaba facultado para exigir la presencia de ministros del gobierno en sus procedimientos y podía iniciar investigaciones públicas. Los miembros del Parlamento gozaban de inmunidad parlamentaria y sólo podían ser procesados si la cámara de la que eran miembros los despojaba de ella o en los casos en que habían cometido un delito notorio.

### Poder ejecutivo
Los artículos 51 al 82 establecieron el poder ejecutivo del país, representado por el Mwami (Rey) y sus ministros. Se declaró al Mwami como monarca constitucional y se le otorgó autoridad ejecutiva (Artículo 27).Las órdenes monárquicas debían ser refrendadas por un ministro con competencia en la materia pertinente para que fueran legales.
El Rey no era responsable ante el Parlamento, mientras que sus ministros sí lo eran. A los ministros nombrados de entre los miembros del Parlamento se les permitió conservar su escaño y participar de los debates. El Rey tenía la facultad para nombrar y remover a sus ministros (Artículo 57), mientras tenía poderes de nombramiento más generales en relación con la administración gubernamental, los diplomáticos y algunos cargos judiciales sujetos a límites impuestos por las leyes; también tenía el poder para nombrar un Formateur.También tenía poder para vetar la legislación y disolver el Parlamento, a la vez que gozaba de inmunidad soberana frente a procesos legales.
El artículo 77 estableció un Consejo de la Corona de seis miembros para asesorar al Rey, tres de los cuales serían nombrados por la Asamblea Nacional. La posición de Rey  debía ser asumida por sucesión hereditaria a un varón de 17 años de edad, aunque en los casos en que no hubiera un heredero aparente, el Rey debía ser designado por el Parlamento y el Consejo de la Corona. En los casos en que el heredero no fuera mayor de edad, el Parlamento y el Consejo de la Corona seleccionarían un regente. Cualquier nuevo Rey o regente prestaría juramento a la constitución antes de asumir sus poderes. También se elegiría un regente en caso de que el Rey quedara incapacitado. Ningún regente estaba facultado para aceptar enmiendas a la constitución durante su mandato. Durante breves vacantes de la corona, los poderes de la monarquía debían ser ejercidos por el consejo de ministros.

### Poder judicial
Los artículos 83 al 97 establecieron el poder judicial del país, basado en gran medida en el sistema belga. El artículo 94 disponía la existencia de Tribunales de Residencia, Cortes Provinciales, Cortes de Primera Instancia, un Tribunal de Apelaciones y una Corte Suprema de Justicia.Los jueces debían ser nombrados por el Rey a sugerencia del Ministro de Justicia, y ocupaban sus puestos de manera vitalicia, a menos que el Rey los destituyese a sugerencia del Ministro de Justicia.
En los casos en que el acusado se enfrentaba a la pena de muerte o a cadena perpetua, se estipulaba un juicio penal ante un jurado. La Corte Suprema tenía competencia exclusiva para juzgar casos de violaciones de la ley por parte de ministros y parlamentarios; también tenía la autoridad exclusiva para juzgar casos que involucraran disputas entre diferentes poderes del gobierno y la constitucionalidad de las leyes. Los ministros declarados culpables de un delito cometido en el ejercicio de sus responsabilidades oficiales no podían ser indultados por el Rey.

### Provincias e instituciones locales
Los artículos 98 al 106 de la Constitución detallan el papel de los gobiernos provinciales y comunales.

### Fuerzas Armadas
Los artículos 107 a 112 se ocupaban de la creación de las Fuerzas Armadas, las incluían tres ramas: Un ejército, una gendarmería y una guardia civil. Se declaró al Rey como comandante en jefe y fue autorizado a conferir rangos a los miembros de las fuerzas. Por otra parte, a los extranjeros se les prohibió servir en las Fuerzas Armadas.

### Proceso de enmienda
El artículo 119 detalla el procedimiento para modificar la constitución: En primer lugar, el Rey y el Parlamento debían declarar que se estaba considerando una enmienda específica; a continuación, el Parlamento debía disolverse y celebrarse elecciones especiales en un plazo de 40 días. Dos meses después, el Parlamento debía volver a reunirse para debatir la enmienda. Para ser ratificada la enmienda, debía obtener la aprobación de dos tercios de los miembros de cada una de las Cámaras, así como el apoyo del Rey y el Consejo de la Corona.

## Historia
Las disposiciones constitucionales sobre la libertad de reunió y asociación permitieron el desarrollo continuo de una democracia multipartidista. De acuerdo con la constitución, la mayoría de órdenes gubernamentales fueron escritas tanto en francés como en kirundi.
El 1 de junio de 1963, el primer ministro Muhirwa anunció la designación de un nuevo Ministro de Obras Públicas; el Rey rechazó la elección, argumentando que la corona tenía derecho a elegir a sus ministros. Ante la creciente oposición en el Parlamento y las intervenciones de la monarquía, Muhirwa presentó a Mwambutsa su renuncia el 7 de junio, quien designó a Pierre Ngendandumwe como nuevo primer ministro el 18 de junio. A partir de ese momento, el gobierno quedó cada vez más sujeto a las maniobras de la monarquía y de facto perdió su responsabilidad ante el Parlamento; así mismo, el Parlamento mantuvo sus responsabilidades legislativas, pero la iniciativa de crear leyes recayó cada vez más sobre el Rey.Algunos miembros del Parlamento defendieron la participación del Rey en política citando el artículo 57.
El 15 de febrero de 1964, la mesa de la Asamblea Nacional escribió una carta de protesta al Rey, acusándolo de violar el artículo 61 de la Constitución. Siguieron con otra carta el 12 de marzo, acusándolo de violar la separación de poderes.
A mediados de 1965, el Rey había ejercido hasta la extenuación todos sus poderes constitucionales. El 2 de septiembre de ese año, el Rey emitió un decreto-ley por medio del cual redujo el número de comunas del país de 181 a 78 y convirtió a los alcaldes en funcionarios designados responsables ante la corona, en vez de funcionarios elegidos democráticamente. Los políticos hutus se enojaron debido a que el Rey pasó por alto el gobierno parlamentario al emitir el decreto, lo cual también les quitó la posibilidad de consolidar su poder político en las elecciones locales. El 28 de septiembre, un grupo de funcionarios hutus, incluyendo a los Asambleístas y Senadores, firmaron una carta denunciando la medida como inconstitucional y advirtieron que «se negaban rotundamente a aceptar las disposiciones del decreto-ley».El Rey también se saltó los mecanismos institucionales y designó a su propio gobierno, con Léopold Biha como primer ministro, y sus continuas contravenciones al orden institucional enfurecieron aún más a los políticos hutus. La tensión alcanzó un punto máximo cuando el 18 de octubre de 1965 un grupo de soldados hutus del ejército y la gendarmería lanzaron un intento de golpe de Estado. El golpe fracasó, pero Mwambutsa huyó a Europa.
Ante las dificultades de intentar gobernar desde el extranjero y sintiéndose cada vez más atraído por una vida cómoda en Europa, el 24 de marzo de 1966 Mwambutza emitió un decreto que otorgaba al príncipe heredero Charles Ndizeye «poderes especiales para coordinar y controlar las actividades del gobierno y las secretarías del Estado».El Rey no especificó si abdicaba de facto al trono.Mientras tanto, en Burundi, los jóvenes oficiales del ejército, los funcionarios públicos subalternos y las bandas de organizaciones juveniles radicales (todos ellos en su mayoría tutsis) se volvieron cada vez más conscientes de la influencia que habían ganado en el gobierno. El grupo de militares, liderado por el capitán Michel Micombero, era predominante en esta coalición informal.Los intelectuales y radicales tutsis, liderados por Gilles Bimazubute, comenzaron a pedir la destitución del gobierno de Biha y la abolición de la monarquía.
El 8 de julio de 1966, Ndizeye, apoyado por los radicales, lideró un golpe de Estado: Se declaró Jefe de Estado y suspendió la constitución; aunque se suspendió la constitución, se dejó prácticamente intacto el marco institucional existente. Seguidamente, destituyó al gobierno de Biha y nombró uno nuevo liderado por Micombero como primer ministro. El 1 de septiembre, Ndizeye asumió formalmente el trono como Mwami Natare IV.
Poco después surgió el conflicto entre Ntare, que deseaba gobernar activamente, y el nuevo gobierno y sus partidarios, deseosos de implementar reformas progresistas sin interferencia de la corona. El 28 de noviembre, mientras Ntare estaba en el extranjero, el ejército lanzó un nuevo y exitoso golpe de Estado. El ejército proclamó la transformación de Burundi en una república bajo el liderazgo de un Consejo Nacional Revolucionario y Micombero como nuevo Presidente de Burundi.

## Posterioridad
Tras la suspensión de la Constitución en 1966, Burundi enfrentó años de inseguridad jurídica. En ausencia de un marco legal formal, Micombero gobernó por decreto ejecutivo, aunque todavía respetó las pautas constitucionales para el presupuesto y las finanzas. El Tribunal de Cuentas establecido en la constitución no se fundó sino hasta 1967 para controlar la corrupción.
El francés y el kirundi  siguieron siendo idiomas oficiales de facto, aunque el uso del kirundi en los documentos gubernamentales disminuyó.El sistema judicial también siguió basándose en gran medida en el marco constitucional de 1962.En 1967 se creó una comisión para redactar una nueva constitución; a pesar de esto, la cuestión pasó desapercibida por años, aunque Micombero aludió ocasionalmente a proyectos constitucionales. En mayo de 1974 se nombró otra comisión para elaborar una constitución, que creó un nuevo documento que fue finalmente promulgado en julio de ese año. Afirmó el estilo de gobierno republicano vigente desde 1966 y colocó todo el poder de gobierno en la oficina del presidente.